# Trox perrisii
Trox perrisii es una especie de coleóptero de la familia Trogidae.

## Distribución geográfica
Habita en el paleártico: Europa Occidental y el Magreb.

## Sinonimia
- Trox haroldi Flach, 1879
- Trox nidicola Bonnaire, 1881